# 跳舞猴子
〈跳舞猴子〉是澳大利亚流行歌手Tones and I於2019年5月10日發行的第二支單曲，歌曲由康斯坦汀·科爾斯汀製作與混音，收錄於首張迷你專輯《The Kids Are Coming》。
單曲在全球的音樂排行榜上都獲得成功，〈跳舞猴子〉拿下22國榜單冠軍，並登上各大音樂榜單。在澳洲，單曲蟬聯24周冠軍，打敗紅髮艾德以〈妳的樣子〉締造的15周紀錄，成為澳大利亚唱片业协会榜創立以來保持最久冠軍週數的冠軍單曲。

## 製作
〈跳舞猴子〉以升F小調創作，時長3分29秒，每分鐘98拍。歌曲風格方面，〈跳舞猴子〉被視為電子流行、合成器流行、另类流行摇滚和独立流行。歌曲由Tones and I獨自創作，她接受採訪表示：「這首歌是她獨自一人在30分鐘內於黑暗的櫃子裡寫的」。

## 音樂錄影帶
音乐视频於2019年6月24日發布，由製作，利安·凱利（Liam Kelly）和尼克·科薩基斯（Nick Kozakis）執導。影片中，由飾演的「先生」和其他老人一起溜出家門到高爾夫球場玩樂。影片主要場景於澳大利亚維多利亞州的高爾夫球俱樂部拍攝，雖然拍攝僅花費一天不到的時間完成，場地方亦允許團隊在任何地方拍攝，但當天的惡劣氣候讓團隊不得不在後期改善畫面以符合影片歡樂的調性。不到一年，影片在Youtube上達成10億觀看。

## 專業評價
〈跳舞猴子〉普遍獲得好評。《衛報》的卡洛琳·沙利文（Caroline Sullivan）給予歌曲3星評價（滿分5星），不光是讓人隨著合成器舞蹈，更是用她的歌聲對批評者反擊。《世纪报》記者克雷格·馬錫森稱其為流行音樂的寫照，它朗朗上口且熟悉，略顯可笑卻具有影響力。將歌曲列入「21首抖音神曲」，評論寫到：「很難有人能抵擋〈跳舞猴子〉的跳舞魅力，從抖音上數以萬計的影片，我們能夠一探〈跳舞猴子〉在抖音上的地位」。

## 商業成績
歌曲獲得巨大的成功，它成功登上30多國排行榜上冠軍，並名列包含美國等國排行榜前10名。在的家鄉澳大利亞，歌曲打破多項榜單紀錄，包含最多奪冠週數的本地歌手、最多奪冠週數的女歌手以及保持最久冠軍週數（24周）的冠軍單曲。截至2021年5月，歌曲在澳洲獲得15張白金唱片認證。在紐西蘭，歌曲於2019年8月中旬登上新西兰官方音乐榜第28名，並在進榜第5周登頂。〈跳舞猴子〉在榜上待了68周，並獲得新西兰唱片音乐协会5張白金唱片認證。

## 參與名單
來源：Tidal
- 製作人 – 康斯坦汀·科爾斯汀（英语：Konstantin Kersting）
- 樂器 - 托妮·沃森
- 母帶處理 – 安德烈·埃雷明（Andrei Eremin）
- 混音工程 – 康斯坦汀·科爾斯汀
- 錄音工程 - 康斯坦汀·科爾斯汀
- 聲音 -
- 詞曲 -

## 榜單表現
| 排行榜（2019－21年）                     | 排名 |
| ---------------------------------------- | ---- |
| 阿根廷 （阿根廷百強單曲榜）              | 2    |
| 澳大利亚（澳大利亚唱片业协会榜）         | 1    |
| 奧地利（Ö3四十強單曲榜）                 | 1    |
| 比利时佛兰德（Ultratop單曲榜）           | 1    |
| 比利時瓦隆（Ultratop單曲榜）             | 1    |
| 玻利維亞（拉美監控）                     | 3    |
| 巴西（國際流行榜）                       | 1    |
| 保加利亞（PROPHON）                      | 1    |
| 加拿大（加拿大百強單曲榜）               | 1    |
| 加拿大（《告示牌》當代成人單曲榜）       | 21   |
| 加拿大（《告示牌》主流四十強電台榜）     | 4    |
| 加拿大（《告示牌》熱門當代成人單曲榜）   | 15   |
| 智利（拉美監控）                         | 4    |
| 哥倫比亞（國家報告）                     | 4    |
| 哥斯大黎加（拉美監控）                   | 5    |
| 獨立國協（Tophit電台榜）                 | 2    |
| 克羅埃西亞（克羅埃西亞電台榜）           | 2    |
| 捷克共和國（電台百強單曲榜）             | 1    |
| 捷克共和國（百強數位單曲榜）             | 1    |
| 丹麥（Tracklisten）                      | 1    |
| 多明尼加共和國（SODINPRO）               | 19   |
| 厄瓜多（國家報告）                       | 1    |
| 萨尔瓦多（拉美監控）                     | 2    |
| 愛沙尼亞（Eesti Tipp-40）                | 1    |
| 歐洲（《告示牌》數位歌曲銷售榜）         | 1    |
| 芬蘭（芬蘭官方單曲榜）                   | 1    |
| 法國（法國唱片出版業公會單曲榜）         | 1    |
| 德國（德國官方單曲榜）                   | 1    |
| 全球（《公告牌》全球二百强单曲榜）       | 16   |
| 希臘（國際唱片業協會希臘分會國際單曲榜） | 1    |
| 瓜地馬拉（拉美監控）                     | 3    |
| 宏都拉斯（拉美監控）                     | 13   |
| 匈牙利（四十強電台榜）                   | 1    |
| 匈牙利（四十強單曲榜）                   | 1    |
| 匈牙利（四十強串流榜）                   | 10   |
| 冰島（Tonlist）                          | 1    |
| 愛爾蘭（愛爾蘭唱片協會榜）               | 1    |
| 義大利（意大利音乐产业联盟）             | 1    |
| 日本（日本百强单曲榜）                   | 47   |
| 拉脫維亞（拉脱维亚表演者和制片人协会）   | 1    |
| 黎巴嫩（黎巴嫩官方二十强榜）             | 2    |
| 立陶宛（AGATA）                          | 1    |
| 盧森堡（《告示牌》數位歌曲銷售榜）       | 1    |
| 馬來西亞（馬來西亞唱片業協會）           | 1    |
| 墨西哥（《告示牌》電台榜）               | 1    |
| 荷蘭（荷蘭四十強單曲榜）                 | 1    |
| 荷蘭（荷蘭百大單曲榜）                   | 1    |
| 新西兰（新西兰官方音乐榜）               | 1    |
| 尼加拉瓜（拉美監控）                     | 4    |
| 挪威（VG-lista）                         | 1    |
| 祕魯（拉美監控）                         | 2    |
| 波蘭（波蘭百強電台榜）                   | 1    |
| 葡萄牙（葡萄牙唱片業協會）               | 1    |
| 俄羅斯（Tophit電台榜）                   | 2    |
| 蘇格蘭（官方榜單公司單曲榜）             | 1    |
| 新加坡（新加坡唱片業協會）               | 1    |
| 斯洛伐克（電台百強單曲榜）               | 1    |
| 斯洛伐克（百強數位單曲榜）               | 1    |
| 韓國（Gaon單曲榜）                       | 15   |
| 西班牙（西班牙音樂製作協會）             | 2    |
| 瑞典（瑞典最熱榜）                       | 1    |
| 瑞士（瑞士熱門音樂榜）                   | 1    |
| 英國（官方榜單公司單曲榜）               | 1    |
| 烏克蘭（Tophit）                         | 1    |
| 烏拉圭（拉美監控）                       | 5    |
| 美國（《告示牌》百強單曲榜）             | 4    |
| 美國（《告示牌》成人四十強單曲榜）       | 11   |
| 美國（《告示牌》舞曲夜店歌曲榜）         | 24   |
| 美國（《告示牌》舞曲/混音電台榜）        | 4    |
| 美國（《告示牌》流行歌曲榜）             | 6    |
| 美國（《告示牌》熱門搖滾與另類歌曲榜）   | 3    |
| 美國（《告示牌》節奏單曲榜）             | 23   |
| 美国（《滾石》百強單曲榜）               | 3    |
| 委內瑞拉（拉美監控）                     | 13   |

| 排行榜（2019年）                 | 排名 |
| -------------------------------- | ---- |
| 巴西（五十大串流榜）             | 16   |
| 巴拉圭（巴拉圭唱片公司管理協會） | 37   |
| 韓國（Gaon單曲榜）               | 16   |

| 榜單（2019年）                         | 排名 |
| -------------------------------------- | ---- |
| 澳大利亞（澳大利亞唱片業協會單曲榜）   | 2    |
| 奧地利（Ö3四十強單曲榜）               | 1    |
| 比利时佛兰德（Ultratop單曲榜）         | 9    |
| 比利時瓦隆（Ultratop單曲榜）           | 9    |
| 加拿大（加拿大百強單曲榜）             | 81   |
| 獨立國協（Tophit）                     | 48   |
| 丹麥（Tracklisten）                    | 4    |
| 法国（法國唱片出版業公會）             | 7    |
| 德國（德國官方單曲榜）                 | 2    |
| 匈牙利（四十強電台榜）                 | 54   |
| 匈牙利（四十強單曲榜）                 | 4    |
| 冰島（Plötutíðindi）                   | 6    |
| 愛爾蘭（愛爾蘭唱片協會）               | 4    |
| 意大利（意大利音乐产业联盟）           | 15   |
| 拉脫維亞（拉脱维亚表演者和制片人协会） | 2    |
| 荷蘭（荷蘭四十強單曲榜）               | 14   |
| 荷蘭（百強單曲榜）                     | 10   |
| 新西兰（新西兰唱片音乐协）             | 8    |
| 挪威（VG-lista）                       | 1    |
| 波蘭（波蘭音像製品協會）               | 18   |
| 葡萄牙（葡萄牙唱片業協會）             | 38   |
| 俄羅斯（Tophit電台榜）                 | 43   |
| 瑞典（瑞典最熱榜）                     | 2    |
| 瑞士（瑞士熱門音樂榜）                 | 5    |
| 烏克蘭（Tophit電台榜）                 | 186  |
| 英國（官方榜單公司單曲榜）             | 8    |
| 榜單（2020年）                         | 排名 |
| 阿根廷（拉美監控電台榜）               | 2    |
| 澳大利亚（澳大利亚唱片业协会）         | 4    |
| 奥地利（Ö3四十强单曲榜）               | 3    |
| 比利时佛兰德（Ultratop五十强单曲榜）   | 4    |
| 比利时瓦隆（Ultratop五十强单曲榜）     | 4    |
| 加拿大（加拿大百強單曲榜）             | 1    |
| 哥倫比亞（Promúsica）                  | 9    |
| 獨立國協（Tophit）                     | 14   |
| 丹麥（Tracklisten）                    | 8    |
| 法国（法國唱片出版業公會）             | 4    |
| 德國（德國官方榜單）                   | 2    |
| 匈牙利（四十強舞曲榜）                 | 1    |
| 匈牙利（四十強電台榜）                 | 3    |
| 匈牙利（四十強單曲榜）                 | 3    |
| 冰島（Plötutíðindi）                   | 6    |
| 愛爾蘭（愛爾蘭唱片協會）               | 5    |
| 意大利（意大利音乐产业联盟）           | 17   |
| 日本（《告示牌》海外热榜）             | 7    |
| 荷兰（荷兰四十强单曲榜）               | 77   |
| 荷蘭（百強單曲榜）                     | 3    |
| 新西兰（新西兰唱片音乐协会）           | 5    |
| 波蘭（波蘭音像製品協會）               | 48   |
| 羅馬尼亞（百大電台榜）                 | 18   |
| 俄羅斯（Tophit電台榜）                 | 33   |
| 韓國（Gaon單曲榜）                     | 28   |
| 瑞典（瑞典最熱榜）                     | 5    |
| 瑞士（瑞士熱門音樂榜）                 | 2    |
| 烏克蘭（Tophit電台榜）                 | 3    |
| 英國（官方榜單公司單曲榜）             | 2    |
| 美國（《告示牌》百強單曲榜）           | 14   |
| 美國（《告示牌》成人四十強單曲榜）     | 33   |
| 美國（《告示牌》舞曲/混音電台榜）      | 26   |
| 美國（《告示牌》主流四十強單曲榜）     | 22   |
| 美國（《告示牌》熱門搖滾和另類歌曲榜） | 16   |
| 全球（國際唱片業協會）                 | 2    |
| 排行榜（2021年）                       | 排名 |
| 澳大利亚（澳大利亞唱片業協會）         | 37   |
| 奧地利（Ö3四十強單曲榜）               | 62   |
| 巴西（巴西唱片業協會）                 | 158  |
| 丹麥（Tracklisten）                    | 85   |
| 法國（法國唱片出版業公會）             | 36   |
| 德國（德國官方單曲榜）                 | 44   |
| 全球（Billboard Global 200）           | 22   |
| 匈牙利（四十強舞曲榜）                 | 39   |
| 葡萄牙（葡萄牙唱片業協會）             | 120  |
| 韓國（Gaon單曲榜）                     | 82   |
| 西班牙（西班牙音樂製作協會）           | 96   |
| 瑞典（瑞典最熱榜）                     | 96   |
| 瑞士（瑞士熱門音樂榜）                 | 35   |
| 排行榜（2022年）                       | 排名 |
| 澳大利亚（澳大利亞唱片業協會）         | 60   |
| 全球（Billboard Global 200）           | 53   |

| 排行榜（2010－19年）           | 排名 |
| ------------------------------ | ---- |
| 澳大利亞（澳大利亞唱片業協會） | 76   |